# Anastáz Opasek

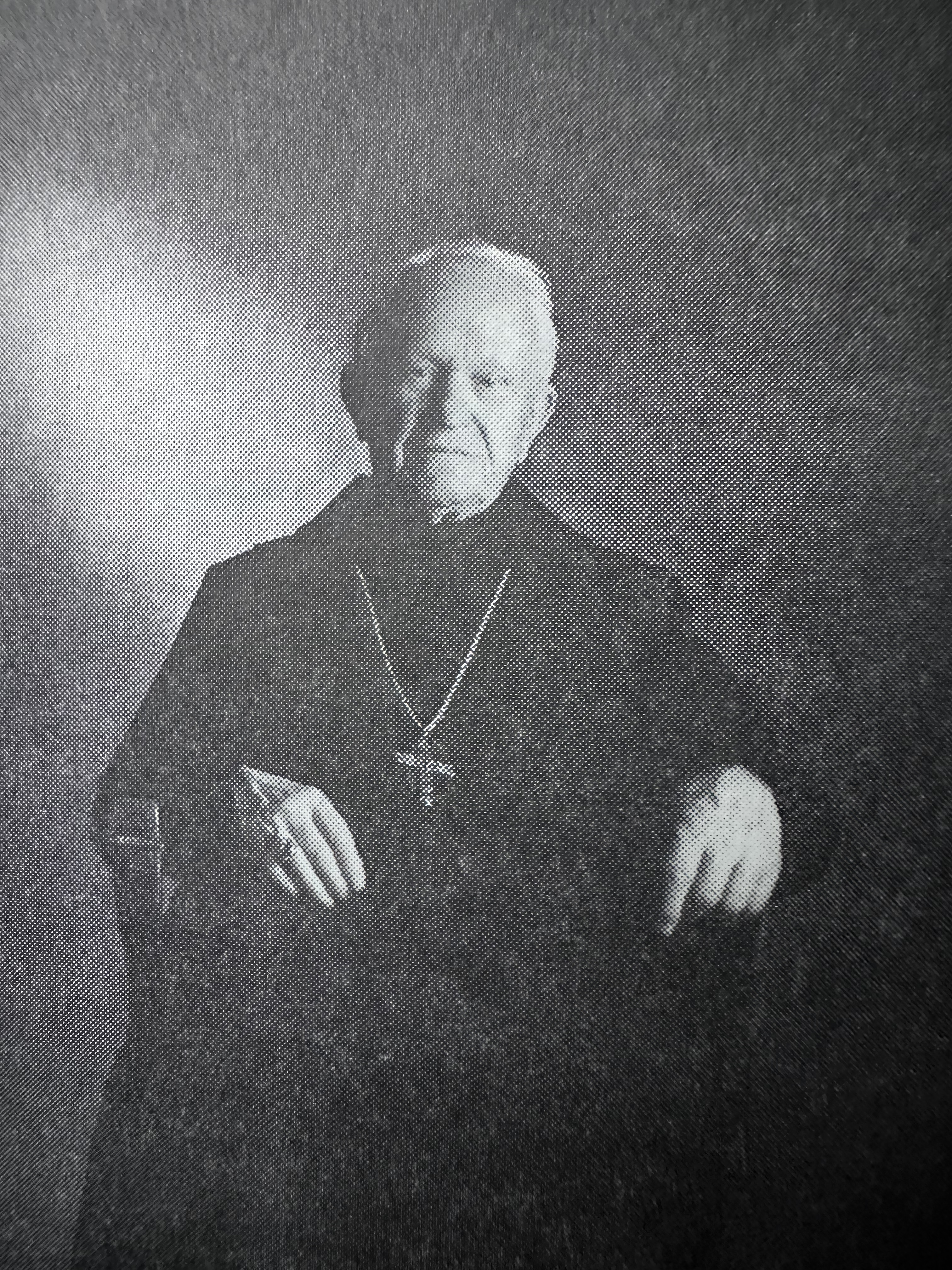
Erzabt Anastáz Opasek OSB (um 1995)

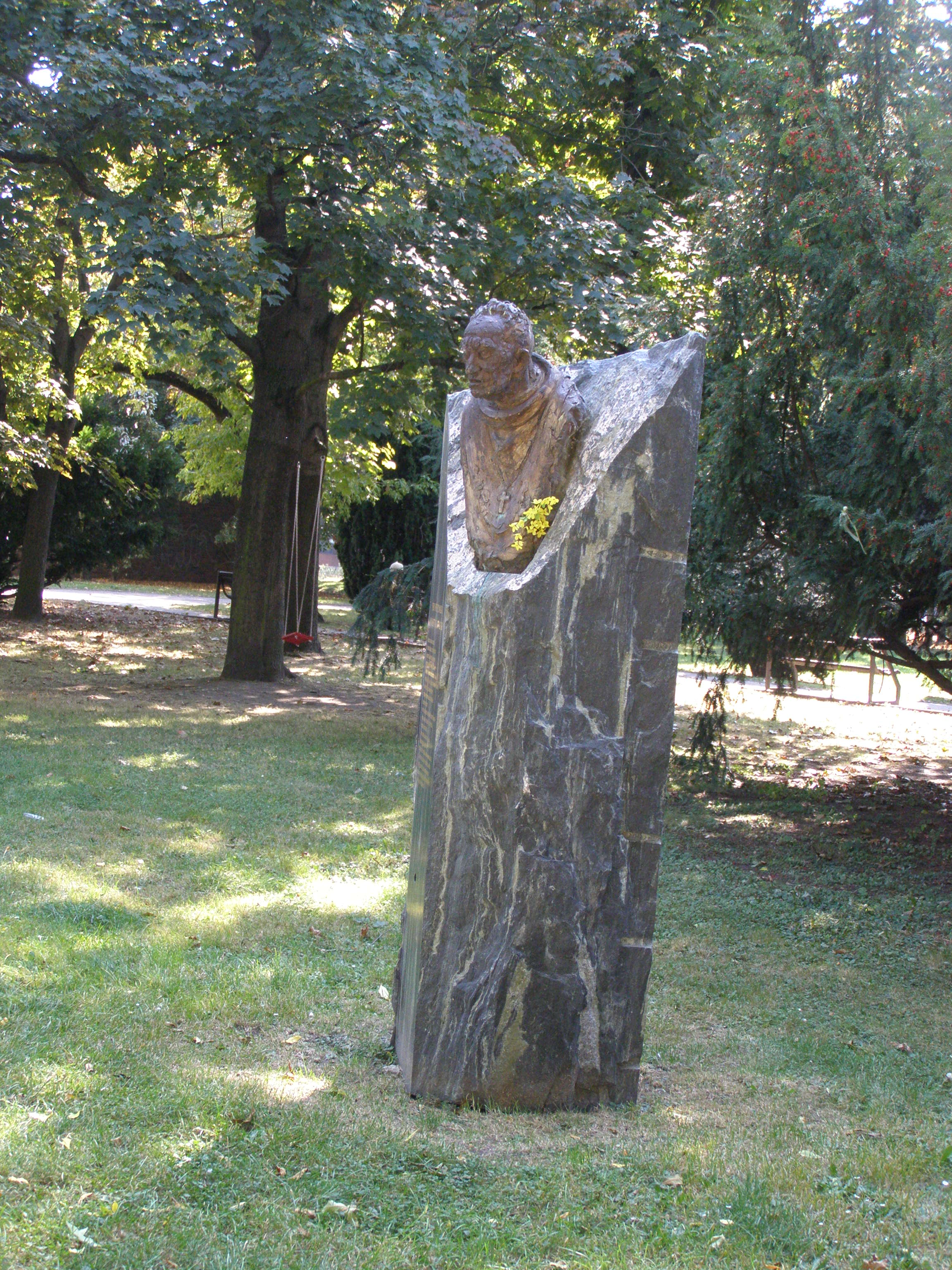
Denkmal für Anastáz Opasek in Kolín

Anastáz Opasek OSB, Geburtsname Johann Adalbert (Jan Vojtěch) Opasek (* 20. April 1913 in Wien; † 24. August 1999 in Rohr in Niederbayern) war der 60. Abt und erste Erzabt des Klosters Břevnov.

## Leben
Johann Adalbert (Jan Vojtěch) Opasek, so sein Geburtsname, wurde in einer Wohnung im Naturhistorischen Museum geboren, in dem sein Vater als „Hofmuseumsdiener“ arbeitete. Opasek trat 1932 in die Abtei Břevnov ein. Nach dem Studium der Katholischen Theologie in Prag und an der Benediktinerhochschule Sant’Anselmo in Rom wurde er 1938 zum Priester geweiht. Bereits 1939 wurde er zum Prior ernannt. Während des Zweiten Weltkrieges half der Tscheche politisch Verfolgten des NS-Regimes.
1947 wurde Anastáz Opasek zum 60. Abt des nunmehr eigenständigen Klosters Břevnov gewählt. Nach dem Februarumsturz in der Tschechoslowakei wurde er 1949 verhaftet und im folgenden Jahr in einem Schauprozess wegen angeblichen Hochverrats und Spionage zu lebenslanger Haft verurteilt. 1960 wurde er auf Bewährung freigelassen; die kommunistische Regierung belegte ihn aber mit einem Berufsverbot. Seitdem arbeitete er als Maurer und Lagerarbeiter. Während des Prager Frühlings 1968 konnte er für kurze Zeit in sein Kloster zurückkehren. Nach der gewaltsamen Niederschlagung des Prager Frühlings ging Abt Anastáz 1969 ins Exil nach Deutschland und lebte seitdem in der Benediktinerabtei Rohr, die die vertriebenen deutschen Mitbrüder unterhielten. Seit den 1970er Jahren veröffentlichte er Gedichtsammlungen, die auch ins Deutsche übersetzt wurden.
Nach der politischen Wende kehrte Anastáz Opasek 1990 in sein Heimatkloster zurück. Als Abt beteiligte er sich am Wiederaufbau des Gebäudes und der Wiederbelebung der benediktinischen Gemeinschaft in Břevnov. Das Stift wurde 1993 anlässlich seines 1000-jährigen Bestehens von Papst Johannes Paul II. zur Erzabtei erhoben und Anastáz damit zum ersten Erzabt.
Opasek unterstützte die Bürgerrechtsbewegung Charta 77. Besondere Verdienste erwarb er sich um die Versöhnung von Tschechen und Deutschen.
Er starb 1999 nach 52-jähriger Amtszeit als Abt während eines Besuchs im Kloster Rohr und wurde am 3. September im Beisein des tschechischen Staatspräsidenten Václav Havel auf dem Klosterfriedhof in Břevnov beigesetzt.